# Свети Никола (Демиркапийска Клисура)
Вижте пояснителната страница за други значения на Свети Никола.
„Свети Никола“ (на македонска литературна норма: „Свети Никола“) е възрожденска православна църква в демиркапийското село Клисура, централната част на Северна Македония. Част е от Повардарската епархия на Македонската православна църква.
Църквата е разположена на непосредствено до източния край на селото. Изградена е в XIX век и изписана в 1879 година според надписа на мазилката над южната врата от външната страна на църквата. Тя е трикорабна с голяма олтарна апсида на източната страна и дървени, боядисани в червено-сиво тавани на трите кораба. Централният кораб се издига над страничните, а трите кораба са отделени с два реда колони. Отвътре на западната страна е изградена галерия. Главният вход е от южната страна, като има вход и от западната страна. От южната и западната страна църквата има отворени тремове и камбанарис. Фреските са изписани в 1879 година и са дело на братята Вангел, Никола и Коста от Крушево. В църквата работи и струмишкият зограф Григорий Пецанов.